# Aq Bash
Aq Bash  (persiska: آقباش, آغ باش, اَكبَش, آق باش, Āqbāsh) är en ort i Iran. Den ligger i provinsen Ardabil, i den nordvästra delen av landet, 400 km nordväst om huvudstaden Teheran. Aq Bash  ligger 1 645 meter över havet och antalet invånare är 105.
Terrängen runt Aq Bash  är kuperad. Runt Aq Bash  är det ganska glesbefolkat, med 38 invånare per kvadratkilometer. Närmaste större samhälle är Zaviyeh-ye Kord, 3,8 km sydost om Aq Bash . Trakten runt Aq Bash  består i huvudsak av gräsmarker.